# Johannes Kobilke
Johannes Kobilke (* 1. Oktober 1973 in Gräfelfing) ist ein deutscher Filmkomponist.

## Leben
Johannes Kobilke studierte Filmmusik und Sounddesign an der Filmakademie Baden-Württemberg u. a. bei Oscar-Preisträger Cong Su. Er schrieb die Musik zu den Filmen The Midnight Meat Train (2008), An die Grenze (2007), Wut (2006) sowie Das Verlangen (2002). Darüber hinaus komponierte er für mehrere Episoden von Tatort, Kommissarin Heller, Polizeiruf 110 sowie Theresa Wolff – Der Thüringenkrimi die Musik.
Im Jahr 2023 schrieb er die Musik zur 6-teiligen Serie Die Therapie, der Verfilmung des Debütromans des Schriftstellers Sebastian Fitzek für Prime Video.
Johannes Kobilke ist Mitglied in der European Film Academy, in der Deutschen Filmakademie sowie der Akademie Deutscher Musikautoren.

## Filmografie (Auswahl)
- 1999: Die Todesgrippe von Köln
- 1999: Callboys – Jede Lust hat ihren Preis
- 2001: Swimming Pool – Der Tod feiert mit
- ab 2001: Tatort (Fernsehreihe)
  - 2001: Mördergrube
  - 2004:  Märchenwald
  - 2005:  Dunkle Wege
  - 2006:  Blutdiamanten
  - 2008:  Salzleiche
  - 2009:  Das Gespenst
  - 2009:  Vermisst
  - 2010:  Vergessene Erinnerung
  - 2011:  Das erste Opfer
  - 2012:  Wegwerfmädchen
  - 2012:  Das goldene Band
  - 2013:  Kaltblütig
  - 2013:  Freunde bis in den Tod
  - 2014:  Das verkaufte Lächeln
  - 2014:  Freigang
  - 2015:  Preis des Lebens
  - 2019:  Das verschwundene Kind
  - 2020:  National feminin
  - 2021:  Alles kommt zurück
  - 2022:  Borowski und der Schatten des Mondes
- 2002: Das Verlangen
- 2003: Bella Block (Fernsehserie)
  -  Tödliche Nähe
  -  Kurschatten
- 2004: Experiment Bootcamp
- 2005: Tsunami
- 2006: Tornado – Der Zorn des Himmels
- 2006: Wut
- 2006–2009: Polizeiruf 110
  - 2006:  Schneewittchen
  - 2006:  Bis dass der Tod euch scheidet
  - 2008:  Geliebter Mörder
  - 2009:  Alles Lüge
- 2007: Die andere Hälfte des Glücks
- 2007: An die Grenze
- 2007: Vertraute Angst
- 2007: Mein Mörder kommt zurück
- 2008: Pathology – Jeder hat ein Geheimnis
- 2008: The Midnight Meat Train
- 2008: Willkommen zu Hause
- 2008–2010: Kommissarin Lucas (Fernsehserie) 
  - 2008: Der schwarze Mann
  - 2008: Wut im Bauch
  - 2009: Vergessen und Vergeben
  - 2010: Wenn alles zerbricht
  - 2010: Spurlos
  - 2010: Aus der Bahn
- 2009–2018: Marie Brand (Fernsehserie)
  - 2009: Marie Brand und das mörderische Vergessen
  - 2018: Marie Brand und der Duft des Todes
- 2009: Über den Tod hinaus
- 2010: Meine Familie bringt mich um!
- 2011: Ein mörderisches Geschäft
- 2011: Im falschen Leben
- 2011: Es ist nicht vorbei
- 2013: Die Kronzeugin – Mord in den Bergen
- 2013: Der Wagner-Clan. Eine Familiengeschichte
- 2014–2021: Kommissarin Heller (Fernsehserie)
  - 2014:  Tod am Weiher
  - 2014:  Der Beutegänger
  - 2015:  Querschläger
  - 2015:  Schattenriss
  - 2016:  Hitzschlag
  - 2016:  Nachtgang
  - 2017:  Verdeckte Spuren
  - 2018:  Vorsehung
  - 2019:  Herzversagen
  - 2021:  Panik
- 2015: Brandmal
- 2015: Tod auf der Insel
- 2016: Die Glasbläserin
- 2017: Harter Brocken: Der Bankraub
- 2018: Teufelsmoor
- 2018: Carneval – Der Clown bringt den Tod
- 2018: Bier Royal
- 2019: Cora Stein
- 2021: Bring mich nach Hause
- ab 2021: Theresa Wolff – Der Thüringenkrimi
  - 2021: Home Sweet Home
  - 2022: Waidwund
  - 2023: Der schönste Tag
  - 2024: Dreck!
  - 2024: Lost
- 2022: Die Bürgermeisterin
- 2023: Die Therapie (Fernsehserie)

## Auszeichnungen
- 2000: Rolf-Hans Müller Preis für Filmmusik für die Musik zu Eine Hand voll Glück und Mein Leben gehört mir
- 2006: „Besondere Anerkennung“ durch die Deutsche Akademie der Darstellenden Künste auf dem Fernsehfilm-Festival Baden-Baden für das gesamte Produktionsteam des Fernsehfilms Wut
- 2008: Deutscher Fernsehkrimipreis, Publikumspreis für Mein Mörder kommt zurück
- 2009: Goldene Magnolie für Willkommen zu Hause, Shanghai Television Festival[1]
- 2014: Deutscher Musikautorenpreis: Nominierung Komposition Film- und Fernsehmusik
- 2016: Deutscher Musikautorenpreis: Nominierung Komposition Audiovisuelle Medien